# Friends with Kids
Friends with Kids es una comedia romántica independiente estadounidense producida, escrita y dirigida por Jennifer Westfeld. Su pareja  Jon Hamm participa también en el film junto a Maya Rudolph, Kristen Wiig, Chris O'Dowd, Adam Scott, Edward Burns y Megan Fox. El rodaje comenzó en 2010 en Nueva York.

## Sinopsis
Comedia que narra la historia de un círculo de seis amigos, el matrimonio de Ben y Missy (interpretado por Jon Hamm y Kristen Wiig), el matrimonio de Alex y Leslie (Maya Rudolph y Chris O'Dowd) y los todavía solteros Julie y Jason (Jennifer Westfeldt y Adam Scott) en el momento de la llegada de los hijos de los dos matrimonios ya formados.
Los solteros Julie y Jason deciden tener un hijo en común sin ser pareja y por tanto, seguir saliendo con otras personas. Al poco Jason conoce a Mary Jane (Megan Fox) y Julie conoce a Kurt (Edward Burns)

## Reparto
- Adam Scott es Jason.
- Jennifer Westfeldt es Julie.
- Kristen Wiig as Missy.
- Jon Hamm es Ben.
- Maya Rudolph es Leslie.
- Chris O'Dowd es Alex.
- Edward Burns es Kurt.
- Megan Fox es Mary Jane.[3]

## Producción
Friends with Kids ha sido producida, escrita y dirigida por Jennifer Westfeld. Esta película ha sido su debut en dirección. Su pareja en la vida real Jon Hamm también ha participado en el reparto y en la ayuda para producir la película.
La idea de Friends With Kids comenzó después de que Westfeldt y Hamm notaran que sus amigos comenzaban a tener hijos y lentamente "todo iba desapareciendo de sus vidas". El actor Adam Scott, admitió que la sospecha de la pareja no era infundada, ya que él y su esposa se habían hecho "los peores amigos a Jen y John porque estábamos tan ocupados".
El reparto de la película encuentra coincidencias con la película Bridesmaids del 2011 ya que Kristen Wiig, Maya Rudolph, Chris O'Dowd y Jon Hamm se reencuentran de nuevo.

## Recepción
La película se estrenó en el Toronto International Film Festival el 9 de septiembre de 2011. Lionsgate anunció que había comprado los derechos de la película poco después.
El estreno en EE. UU. fue en marzo de 2012, en Suecia el 1 de junio y en Australia el siete de julio.

### Respuesta de los críticos
Las críticas a la película fueron bastante positivas. En la página web Rotten Tomatoes le dio un 67% de respuestas positivas con un ranking de 6.5/10. En Metacritic también fue recibida positivamente.